# Ramy Rabia
Ramy Rabia (El Cairo, 20 de mayo de 1993) es un futbolista egipcio que juega como defensa y su equipo es el Al-Ain F. C. de Emiratos Árabes Unidos.

## Clubes
| Club           | País     | Año           |
| -------------- | -------- | ------------- |
| Al-Ahly        | Egipto   | 2010-2014     |
| Sporting C. P. | Portugal | 2014-2015     |
| Al-Ahly        | Egipto   | 2015-2025     |
| Al-Ain F. C.   | EAU      | 2025-presente |

## Palmarés

### Títulos nacionales
| Título                 | Club           | País     | Año  |
| ---------------------- | -------------- | -------- | ---- |
| Liga Premier de Egipto | Al-Ahly        | Egipto   | 2011 |
| Supercopa de Egipto    | Al-Ahly        | Egipto   | 2012 |
| Liga Premier de Egipto | Al-Ahly        | Egipto   | 2014 |
| Copa de Portugal       | Sporting C. P. | Portugal | 2015 |
| Supercopa de Egipto    | Al-Ahly        | Egipto   | 2015 |
| Liga Premier de Egipto | Al-Ahly        | Egipto   | 2016 |
| Liga Premier de Egipto | Al-Ahly        | Egipto   | 2017 |
| Copa de Egipto         | Al-Ahly        | Egipto   | 2017 |
| Supercopa de Egipto    | Al-Ahly        | Egipto   | 2018 |
| Liga Premier de Egipto | Al-Ahly        | Egipto   | 2018 |
| Liga Premier de Egipto | Al-Ahly        | Egipto   | 2019 |
| Supercopa de Egipto    | Al-Ahly        | Egipto   | 2019 |
| Liga Premier de Egipto | Al-Ahly        | Egipto   | 2020 |
| Copa de Egipto         | Al-Ahly        | Egipto   | 2020 |
| Copa de Egipto         | Al-Ahly        | Egipto   | 2022 |
| Supercopa de Egipto    | Al-Ahly        | Egipto   | 2022 |
| Supercopa de Egipto    | Al-Ahly        | Egipto   | 2023 |
| Liga Premier de Egipto | Al-Ahly        | Egipto   | 2023 |
| Copa de Egipto         | Al-Ahly        | Egipto   | 2023 |
| Supercopa de Egipto    | Al-Ahly        | Egipto   | 2023 |
| Liga Premier de Egipto | Al-Ahly        | Egipto   | 2024 |
| Supercopa de Egipto    | Al-Ahly        | Egipto   | 2024 |
| Liga Premier de Egipto | Al-Ahly        | Egipto   | 2025 |

### Títulos internacionales
| Título                               | Club (*)                   | Sede      | Año  |
| ------------------------------------ | -------------------------- | --------- | ---- |
| Liga de Campeones de la CAF          | Al-Ahly                    | Túnez     | 2012 |
| Supercopa de la CAF                  | Al-Ahly                    | Egipto    | 2013 |
| Campeonato Juvenil Africano          | Selección de Egipto sub-20 | Argelia   | 2013 |
| Liga de Campeones de la CAF          | Al-Ahly                    | Egipto    | 2013 |
| Supercopa de la CAF                  | Al-Ahly                    | Egipto    | 2014 |
| Liga de Campeones de la CAF          | Al-Ahly                    | Egipto    | 2020 |
| Supercopa de la CAF                  | Al-Ahly                    | Catar     | 2021 |
| Liga de Campeones de la CAF          | Al-Ahly                    | Marruecos | 2021 |
| Supercopa de la CAF                  | Al-Ahly                    | Catar     | 2021 |
| Liga de Campeones de la CAF          | Al-Ahly                    | Marruecos | 2023 |
| Liga de Campeones de la CAF          | Al-Ahly                    | Egipto    | 2024 |
| Copa África-Asia-Pacífico de la FIFA | Al-Ahly                    | Egipto    | 2024 |

(*) Incluyendo la selección

## Vida privada
El 16 de diciembre de 2012, después de disputar el partido por el tercer lugar del Mundial de Clubes en contra del Club de Fútbol Monterrey, Víctor Manuel Vucetich, director técnico del club mexicano aceptó en rueda de prensa cierto interés por Rabia y por su compañero Hossam Ashour.